# Ballon d’Or 2021
Der 65. Ballon d’Or (französisch für Goldener Ball) wurde – nachdem die Ehrung 2020 ausgefallen war – am 29. November 2021 von der Zeitschrift France Football an den „Weltfußballer des Jahres“ verliehen. Bei der Zeremonie, die in Paris im Théâtre du Châtelet stattfand, wurden zudem die „Weltfußballerin des Jahres“ mit dem 3. Ballon d’Or féminin, der „Welttorhüter des Jahres“ mit der 2. Jaschin-Trophäe, der „weltbeste U21-Spieler des Jahres“ mit der 3. Kopa-Trophäe und erstmals der „Torjäger des Jahres“ sowie der „Verein des Jahres“ geehrt. Ausgezeichnet wurden Lionel Messi (Ballon d’Or), Alexia Putellas (Ballon d’Or féminin), Gianluigi Donnarumma (Jaschin-Trophäe), Pedri (Kopa-Trophäe), Robert Lewandowski (Torjäger des Jahres) und der FC Chelsea (Verein des Jahres).

## Abstimmungsmodi
Am 8. Oktober 2021 wurden von der France-Football-Redaktion die nominierten Spieler für den Ballon d’Or (30), Ballon d’Or féminin (20), die Jaschin-Trophäe (10) und die Kopa-Trophäe (10) veröffentlicht. Die Gewinner wurden am 29. November 2021 in Paris im Théâtre du Châtelet geehrt. Gewählt wurde in folgenden Modi:
- Ballon d’Or: Jeder der 180[5] internationalen Journalisten vergab an fünf Spieler eine Punktzahl von 6, 4, 3, 2 oder 1. Der Spieler mit der höchsten Punktzahl gewann; bei Gleichstand hätte derjenige gewonnen, der öfter auf den 1. Platz (6 Punkte) gesetzt wurde. Für Deutschland nahm der Chefreporter des Kicker, Karlheinz Wild, an der Wahl teil.[1]
- Ballon d’Or féminin: 50 auf Frauenfußball spezialisierte Journalisten vergaben an fünf Spielerinnen eine Punktzahl von 6, 4, 3, 2 oder 1. Die Spielerin mit der höchsten Punktzahl gewann; bei Gleichstand hätte diejenige gewonnen, die öfter auf den 1. Platz (6 Punkte) gesetzt wurde.
- Jaschin-Trophäe: Dieselben Journalisten, die den Ballon-d’Or-Gewinner wählten, vergaben an drei Torhüter eine Punktzahl von 5, 3, oder 1. Der Torhüter mit der höchsten Punktzahl gewann; bei Gleichstand hätte derjenige gewonnen, der öfter auf den 1. Platz (5 Punkte) gesetzt wurde.
- Kopa-Trophäe: Wahlberechtigt waren ausschließlich frühere Ballon-d’Or-Gewinner. Diese vergaben an drei Spieler eine Punktzahl von 5, 3, oder 1. Der Spieler mit der höchsten Punktzahl gewann; bei Gleichstand hätte derjenige gewonnen, der öfter auf den 1. Platz (5 Punkte) gesetzt wurde.
- Torjäger des Jahres: Hier erfolgte keine Abstimmung. Es gewann der Spieler, der im Verein (Pflichtspiele) und in der Nationalmannschaft die meisten Tore erzielte.
- Verein des Jahres: Hier erfolgte keine Abstimmung. Es gewann der Verein, der bei der Wahl zum Ballon d’Or die meisten Spieler stellte.

## Ballon d’Or

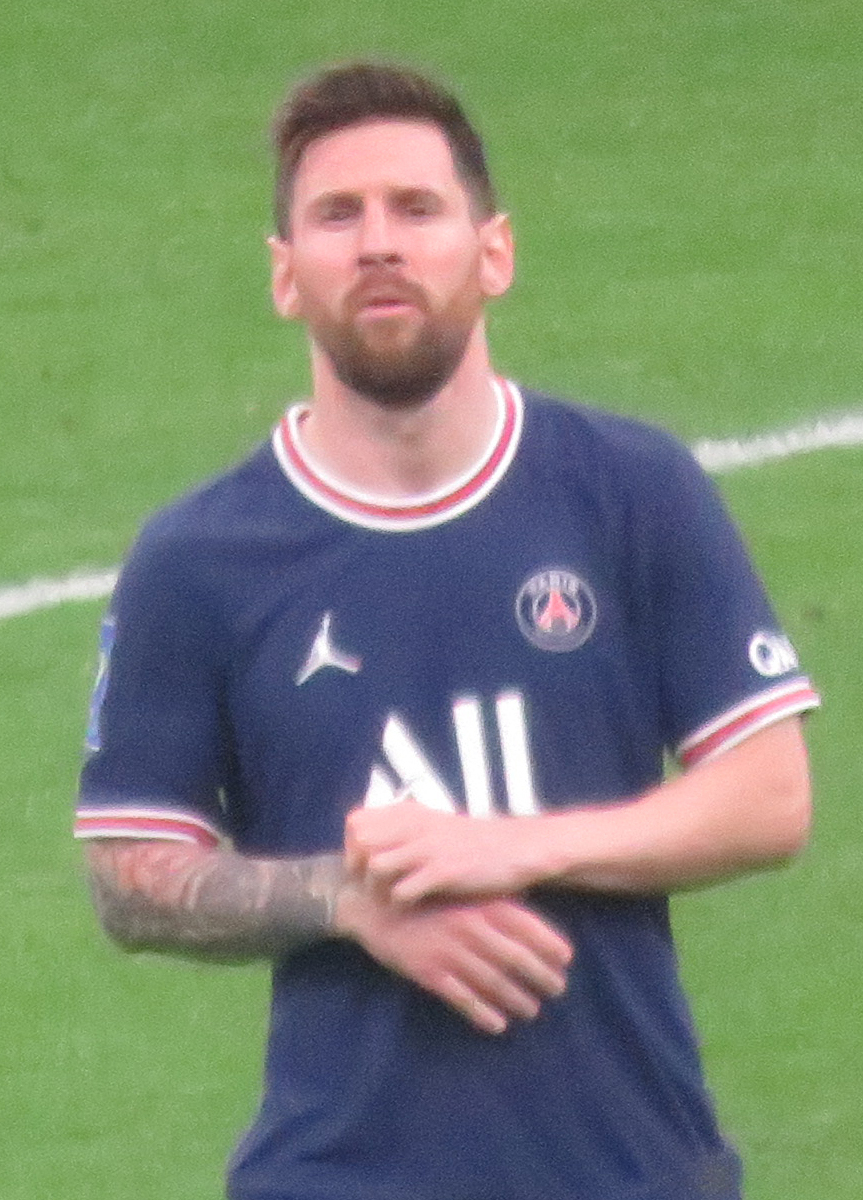
„Weltfußballer des Jahres 2021“:
Lionel Messi (2021)

Der Rekordgewinner Lionel Messi gewann seinen 7. Ballon d’Or und baute damit den Vorsprung auf Cristiano Ronaldo (5) aus. Messi würdigte in seiner Dankesrede den Zweitplatzierten Robert Lewandowski und schlug France Football vor, diesem rückwirkend den Ballon d’Or 2020 zu verleihen, der aufgrund der COVID-19-Pandemie nicht vergeben worden war. Der Chefredakteur Pascal Ferré äußerte, darüber nachzudenken, verwies aber auch auf die Geschichte des Ballon d’Or, die auf Wahlen beruht.
| Platz | Spieler              | Nationalität | Verein(e) 2021                     | Punkte |
| ----- | -------------------- | ------------ | ---------------------------------- | ------ |
| 1.    | Lionel Messi         | Argentinien  | FC Barcelona / Paris Saint-Germain | 613    |
| 2.    | Robert Lewandowski   | Polen        | FC Bayern München                  | 580    |
| 3.    | Jorginho             | Italien      | FC Chelsea                         | 460    |
| 4.    | Karim Benzema        | Frankreich   | Real Madrid                        | 239    |
| 5.    | N’Golo Kanté         | Frankreich   | FC Chelsea                         | 186    |
| 6.    | Cristiano Ronaldo    | Portugal     | Juventus Turin / Manchester United | 178    |
| 7.    | Mohamed Salah        | Ägypten      | FC Liverpool                       | 121    |
| 8.    | Kevin De Bruyne      | Belgien      | Manchester City                    | 73     |
| 9.    | Kylian Mbappé        | Frankreich   | Paris Saint-Germain                | 58     |
| 10.   | Gianluigi Donnarumma | Italien      | AC Mailand / Paris Saint-Germain   | 36     |
| 11.   | Erling Haaland       | Norwegen     | Borussia Dortmund                  | 33     |
| 12.   | Romelu Lukaku        | Belgien      | Inter Mailand / FC Chelsea         | 26     |
| 13.   | Giorgio Chiellini    | Italien      | Juventus Turin                     | 26     |
| 14.   | Leonardo Bonucci     | Italien      | Juventus Turin                     | 18     |
| 15.   | Raheem Sterling      | England      | Manchester City                    | 10     |
| 16.   | Neymar               | Brasilien    | Paris Saint-Germain                | 9      |
| 17.   | Luis Suárez          | Uruguay      | Atlético Madrid                    | 8      |
| 18.   | Simon Kjær           | Dänemark     | AC Mailand                         | 8      |
| 19.   | Mason Mount          | England      | FC Chelsea                         | 7      |
| 20.   | Riyad Mahrez         | Algerien     | Manchester City                    | 7      |
| 21.   | Bruno Fernandes      | Portugal     | Manchester United                  | 6      |
| 21.   | Lautaro Martínez     | Argentinien  | Inter Mailand                      | 6      |
| 23.   | Harry Kane           | England      | Tottenham Hotspur                  | 4      |
| 24.   | Pedri                | Spanien      | FC Barcelona                       | 3      |
| 25.   | Phil Foden           | England      | Manchester City                    | 2      |
| 26.   | Nicolò Barella       | Italien      | Inter Mailand                      | 1      |
| 26.   | Rúben Dias           | Portugal     | Manchester City                    | 1      |
| 26.   | Gerard Moreno        | Spanien      | FC Villarreal                      | 1      |
| 29.   | César Azpilicueta    | Spanien      | FC Chelsea                         | 0      |
| 29.   | Luka Modrić          | Kroatien     | Real Madrid                        | 0      |

## Ballon d’Or féminin

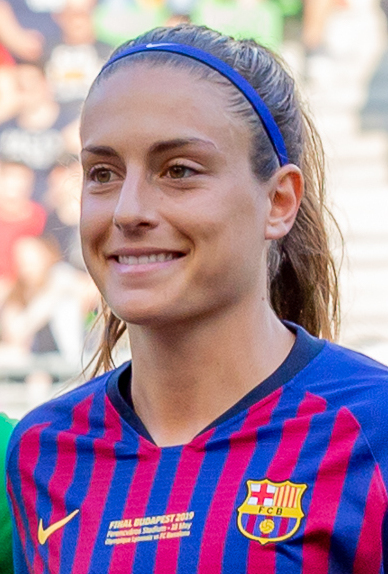
„Weltfußballerin des Jahres 2021“:
Alexia Putellas (2019)

Den Ballon d’Or féminin gewann erstmals Alexia Putellas.
| Platz | Spielerin               | Nationalität       | Verein(e) 2021                           | Punkte |
| ----- | ----------------------- | ------------------ | ---------------------------------------- | ------ |
| 1.    | Alexia Putellas         | Spanien            | FC Barcelona                             | 186    |
| 2.    | Jennifer Hermoso        | Spanien            | FC Barcelona                             | 84     |
| 3.    | Sam Kerr                | Australien         | FC Chelsea                               | 46     |
| 4.    | Vivianne Miedema        | Niederlande        | FC Arsenal                               | 46     |
| 5.    | Lieke Martens           | Niederlande        | FC Barcelona                             | 40     |
| 6.    | Christine Sinclair      | Kanada             | Portland Thorns                          | 36     |
| 7.    | Pernille Harder         | Dänemark           | FC Chelsea                               | 33     |
| 8.    | Ashley Lawrence         | Kanada             | Paris Saint-Germain                      | 26     |
| 9.    | Jessie Fleming          | Kanada             | FC Chelsea                               | 25     |
| 10.   | Fran Kirby              | England            | FC Chelsea                               | 22     |
| 11.   | Magdalena Eriksson      | Schweden           | FC Chelsea                               | 20     |
| 12.   | Christiane Endler       | Chile              | Paris Saint-Germain / Olympique Lyon     | 19     |
| 13.   | Stina Blackstenius      | Schweden           | BK Häcken                                | 10     |
| 14.   | Samantha Mewis          | Vereinigte Staaten | Manchester City / North Carolina Courage | 8      |
| 15.   | Irene Paredes           | Spanien            | Paris Saint-Germain / FC Barcelona       | 8      |
| 16.   | Ellen White             | England            | Manchester City                          | 4      |
| 17.   | Kadidiatou Diani        | Frankreich         | Paris Saint-Germain                      | 3      |
| 18.   | Marie-Antoinette Katoto | Frankreich         | Paris Saint-Germain                      | 3      |
| 19.   | Sandra Paños            | Spanien            | FC Barcelona                             | 3      |
| 20.   | Wendie Renard           | Frankreich         | Olympique Lyon                           | 2      |

## Jaschin-Trophäe

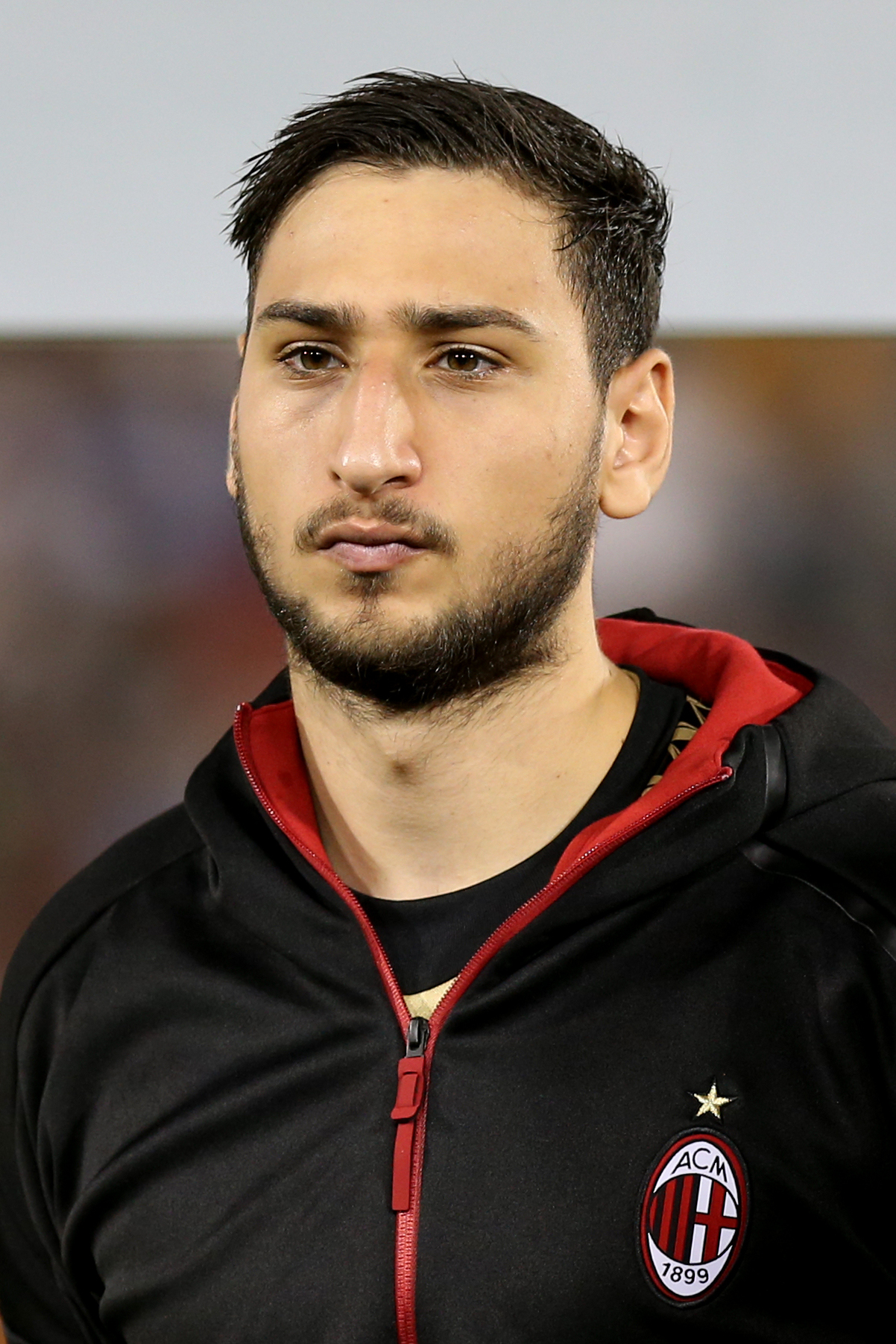
„Welttorhüter des Jahres 2021“:
Gianluigi Donnarumma (2016)

Der Gewinner Gianluigi Donnarumma war als einziger der 10 Kandidaten auch für den Ballon d’Or nominiert.
| Platz | Torhüter             | Nationalität | Verein(e) 2021                   | Punkte |
| ----- | -------------------- | ------------ | -------------------------------- | ------ |
| 1.    | Gianluigi Donnarumma | Italien      | AC Mailand / Paris Saint-Germain | 594    |
| 2.    | Édouard Mendy        | Senegal      | FC Chelsea                       | 404    |
| 3.    | Jan Oblak            | Slowenien    | Atlético Madrid                  | 155    |
| 4.    | Ederson              | Brasilien    | Manchester City                  | 93     |
| 5.    | Manuel Neuer         | Deutschland  | FC Bayern München                | 91     |
| 6.    | Emiliano Martínez    | Argentinien  | Aston Villa                      | 90     |
| 7.    | Kasper Schmeichel    | Dänemark     | Leicester City                   | 37     |
| 8.    | Thibaut Courtois     | Belgien      | Real Madrid                      | 29     |
| 8.    | Keylor Navas         | Costa Rica   | Paris Saint-Germain              | 29     |
| 10.   | Samir Handanovič     | Slowenien    | Inter Mailand                    | 8      |

## Kopa-Trophäe
Es waren nur Spieler wählbar, die im gesamten Jahr 2021 höchstens 20 Jahre alt waren (U21), also spätestens im Jahr 2001 geboren wurden. Der Gewinner Pedri war als einziger der 10 Kandidaten auch für den Ballon d’Or nominiert.
| Platz | Spieler (Jhg.)          | Nationalität       | Verein(e) 2021                          | Punkte |
| ----- | ----------------------- | ------------------ | --------------------------------------- | ------ |
| 1.    | Pedri (2002)            | Spanien            | FC Barcelona                            | 89     |
| 2.    | Jude Bellingham (2003)  | England            | Borussia Dortmund                       | 39     |
| 3.    | Jamal Musiala (2003)    | Deutschland        | FC Bayern München                       | 38     |
| 4.    | Nuno Mendes (2002)      | Portugal           | Sporting Lissabon / Paris Saint-Germain | 23     |
| 5.    | Mason Greenwood (2001)  | England            | Manchester United                       | 15     |
| 6.    | Bukayo Saka (2001)      | England            | FC Arsenal                              | 8      |
| 7.    | Florian Wirtz (2003)    | Deutschland        | Bayer 04 Leverkusen                     | 8      |
| 8.    | Ryan Gravenberch (2002) | Niederlande        | Ajax Amsterdam                          | 3      |
| 9     | Jérémy Doku (2002)      | Belgien            | Stade Rennes                            | 1      |
| 9     | Giovanni Reyna (2002)   | Vereinigte Staaten | Borussia Dortmund                       | 1      |

## Torjäger des Jahres

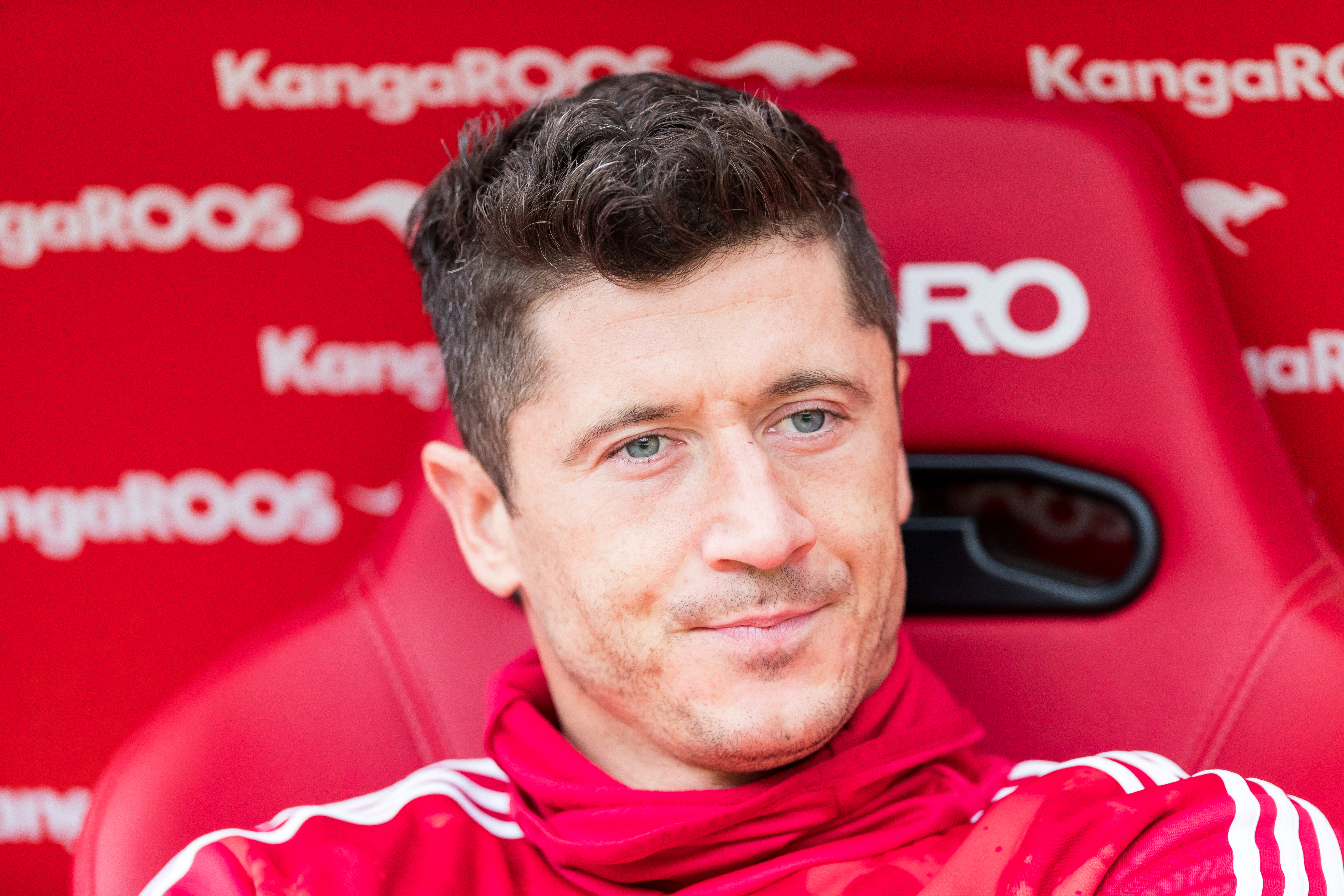
„Torjäger des Jahres 2021“: Robert Lewandowski (2019)

France Football kündigte während der Verleihung den neuen Preis Torjäger des Jahres an. Diesen gewann Robert Lewandowski mit 64 Toren vom 1. Januar bis zum 29. November 2021 (53 Pflichtspieltore im Verein, 11 Tore in der polnischen Nationalmannschaft).
| Platz | Spieler            | Nationalität | Verein 2021       | Tore |
| ----- | ------------------ | ------------ | ----------------- | ---- |
| 1.    | Robert Lewandowski | Polen        | FC Bayern München | 64   |

| Wettbewerb                         | Spiele | Tore |
| ---------------------------------- | ------ | ---- |
| UEFA Champions League 2020/21      | 02     | 02   |
| UEFA Champions League 2021/22      | 05     | 09   |
| FIFA-Klub-Weltmeisterschaft 2020 * | 02     | 02   |
| Bundesliga 2020/21                 | 17     | 24   |
| Bundesliga 2021/22                 | 13     | 14   |
| DFB-Pokal 2020/21                  | 01     | 0    |
| DFB-Pokal 2021/22                  | 01     | 0    |
| DFL-Supercup 2021                  | 01     | 02   |
|                                    |        |      |
| Verein gesamt                      | 42     | 53   |
|                                    |        |      |
| Europameisterschaft 2021           | 03     | 03   |
| WM-2022-Qualifikation              | 08     | 08   |
| Testspiele                         | 01     | 0    |
|                                    |        |      |
| Nationalmannschaft gesamt          | 12     | 11   |
|                                    |        |      |
| Gesamt                             | 54     | 64   |

## Verein des Jahres

„Verein des Jahres 2021“:
FC Chelsea

Während der Verleihung wurde ebenfalls der neue Preis Verein des Jahres veröffentlicht. Der FC Chelsea gewann diesen für fünf Ballon-d’Or-Nominierungen bei den Männern (Azpilicueta, Jorginho, Kanté, Mount, Lukaku). Manchester City stellte ebenfalls fünf Spieler, jedoch verlor man das Champions-League-Finale 2021 gegen den FC Chelsea.
| Platz | Verein              | Land       | Anzahl |
| ----- | ------------------- | ---------- | ------ |
| 1.    | FC Chelsea          | England    | 5      |
| 2.    | Manchester City     | England    | 5      |
| 3.    | Paris Saint-Germain | Frankreich | 4      |
| 4.    | Inter Mailand       | Italien    | 3      |
| 4.    | Juventus Turin      | Italien    | 3      |
| 6.    | FC Barcelona        | Spanien    | 2      |
| 6.    | Real Madrid         | Spanien    | 2      |
| 6.    | AC Mailand          | Italien    | 2      |
| 6.    | Manchester United   | England    | 2      |